# Bandeira da Austrália Meridional
A Bandeira da Austrália Meridional é um dos símbolos oficiais do Estado da Austrália Meridional, uma subdivisão da Austrália. A versão atual foi oficialmente adotada em 13 de janeiro de 1904.
Seu desenho consiste em um retângulo com proporção largura-comprimento de 1:2. A bandeira é baseada no Pavilhão Britânico Azul com o símbolo do estado no campo azul. O símbolo consiste em um disco dourado no qual, em seu centro, há um pássaro da espécie Gymnorhina tibicen (Piping Shrike em inglês) empoleirado de asas abertas em um galho com gomos. O desenho é atribuído a Robert Craig.

## História

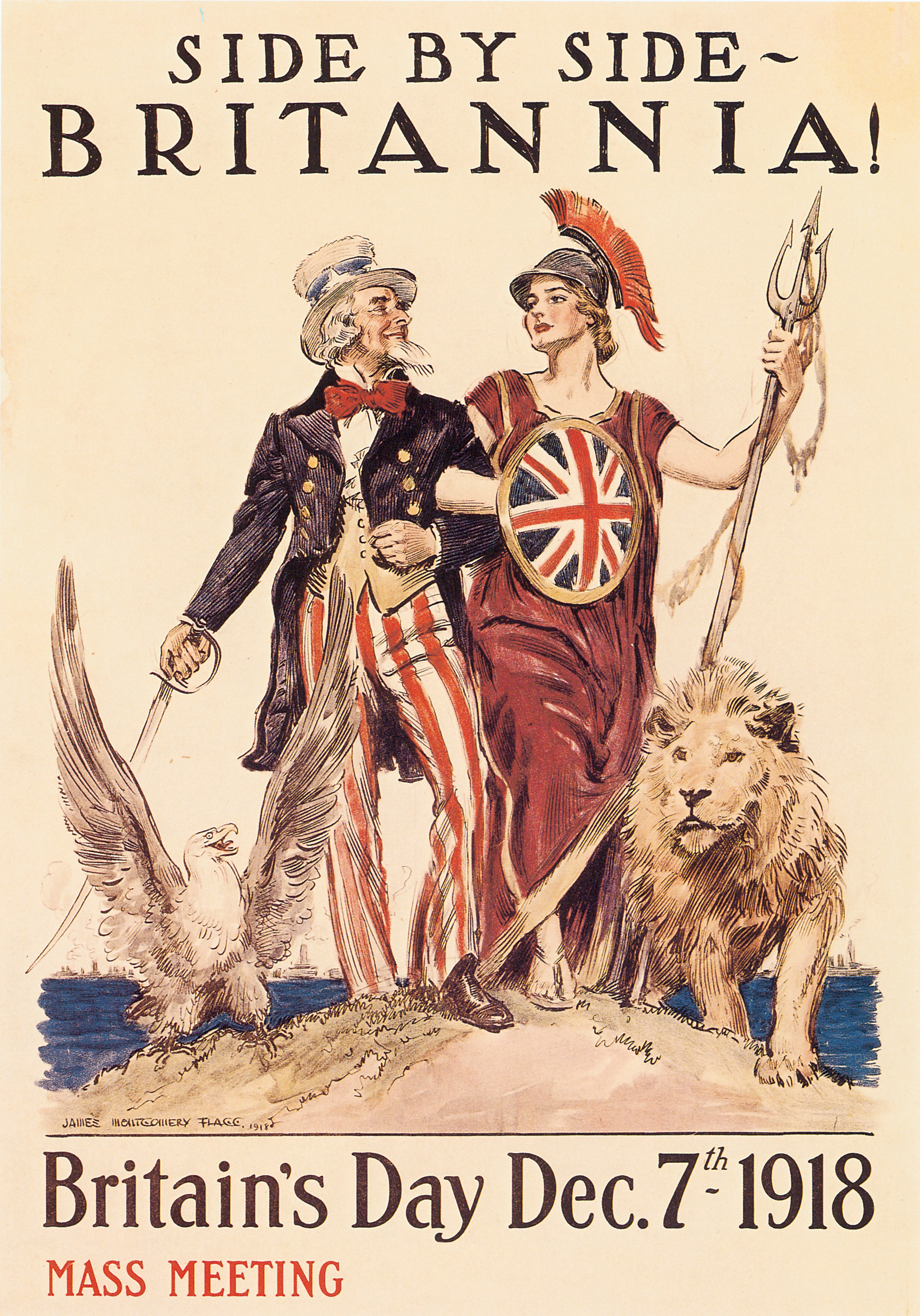
Britannia e o "Tio Sam".

A primeira bandeira da Austrália Meridional foi aprovada em 1870. Ela também era baseada no Pavilhão Britânico Azul, mas com um disco preto contendo o cruzeiro do sul e as estrelas alfa e Beta Centauri. Em seguida, foi adotada uma segunda bandeira, em 1876, que também era baseada no Pavilhão Britânico Azul, só que trazendo um novo emblema. O desenho era uma concepção artística do encontro de "Britannia" (uma mulher segurando um tridente e um escudo no qual estava desenhada a Bandeira Britânica, que representava os colonizadores) e um aborígene com uma lança em uma costa rochosa. Um canguru parece estar esculpido nas rochas atrás do aborígene. Esta bandeira foi adotada depois de um pedido ao Departamento Colonial Britânico depois da constatação de sua similaridade com as bandeiras da Nova Zelândia e Victoria.

## Simbolismo

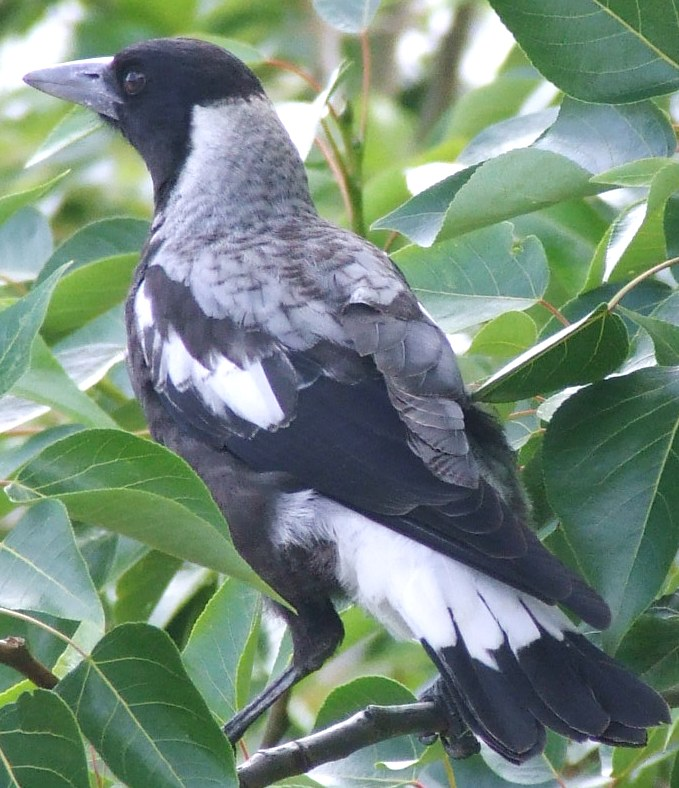
Um Piping Shrike

- O Pavilhão Britânico é usado na bandeira de vários países da Commonwealth, inclusive a da própria Bandeira da Austrália, como símbolo dos laços com o Reino Unido;

- O pássaro "Piping Shrike", que é um animal da fauna local, é um dos símbolos do estado;

- O disco dourado representa o sol nascente.